# 쇼추 (연호)
쇼추(正中, しょうちゅう)는 일본의 연호(元号) 중 하나이다.
- 전후 : 겐코(元亨) 이후 - 가랴쿠(嘉暦) 이전.
- 시기 : 1324년 ~ 1325년
- 천황 : 고다이고 천황
- 쇼군 : 가마쿠라 막부의 모리쿠니 친왕
- 싯켄 : 호조 다카토키

## 개원(改元)
- 겐코 4년 12월 9일(율리우스력 1324년 12월 25일), 갑자혁령에 해당해 개원.
- 쇼추 3년 4월 26일(율리우스력 1326년 5월 28일), 가랴쿠로 개원된다.

## 출전
『주역』의 「見竜在田、利見大人、何謂也、子曰、竜徳而正中者也」.

## 쇼추 시기에 일어난 일
- 원년
  - 9월 : 쇼추 사건이 벌어지다. (교토의 로쿠하라 단다이(六波羅探題)가 고다이고 천황의 토막(討幕) 계획을 파악해 관계자를 처벌한 사건)
- 2년
  - 겐초지부네(建長寺船)를 중국 원나라에 파견하다.

## 서력과의 대조표
| 쇼추 | 원년   | 2년    | 3년    |
| ---- | ------ | ------ | ------ |
| 서력 | 1324년 | 1325년 | 1326년 |
| 간지 | 갑자   | 을축   | 병인   |

## 같이 보기
- 일본의 연호 일람

| 이전 겐코 | 일본의 연호 1324년 ~ 1326년 | 다음 가랴쿠 |